# Greetsiel

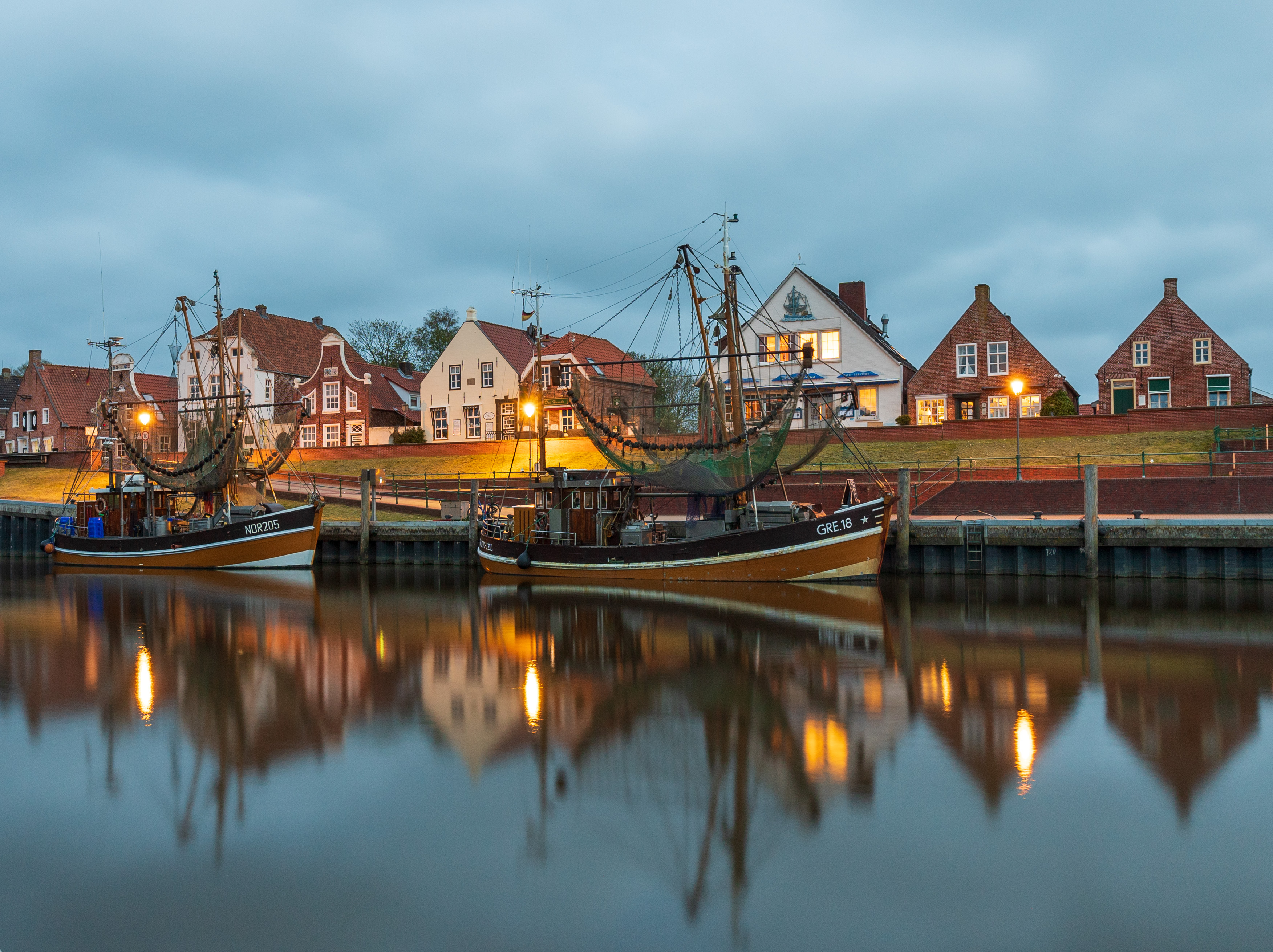
Il porto di Greetsiel all'alba

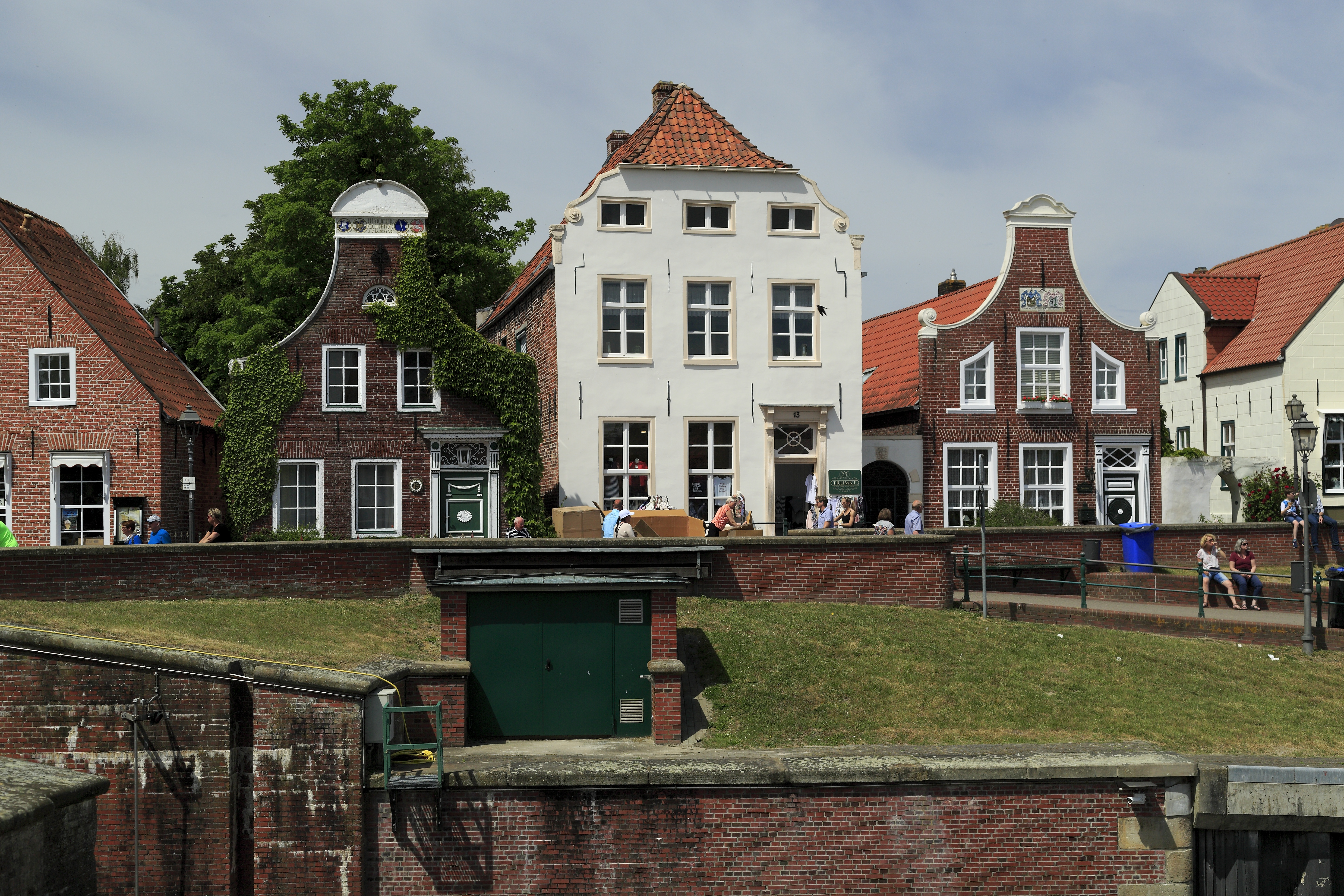
Greetsiel: edifici che si affacciano sul porto

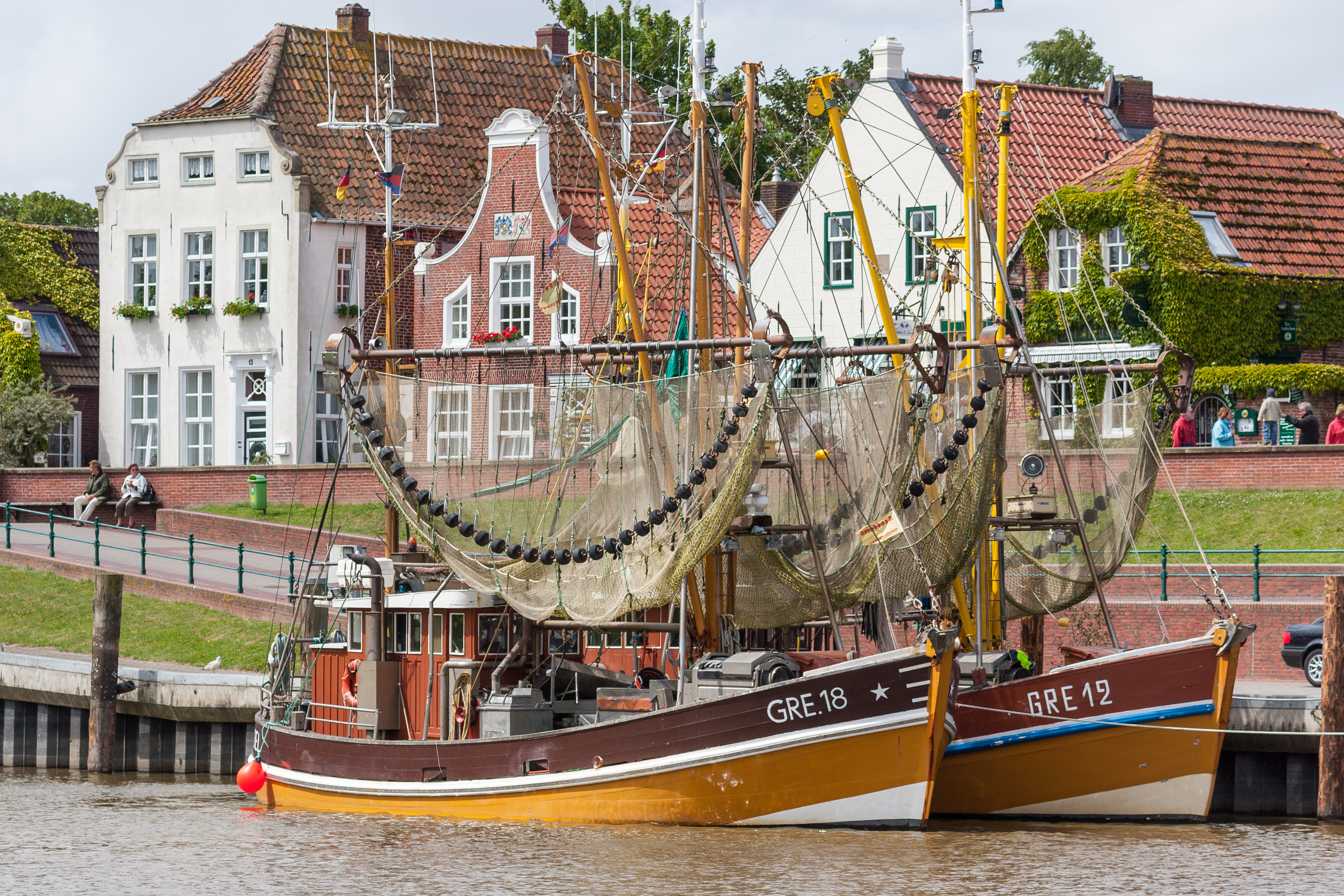
Imbarcazioni nel porto di Greetsiel

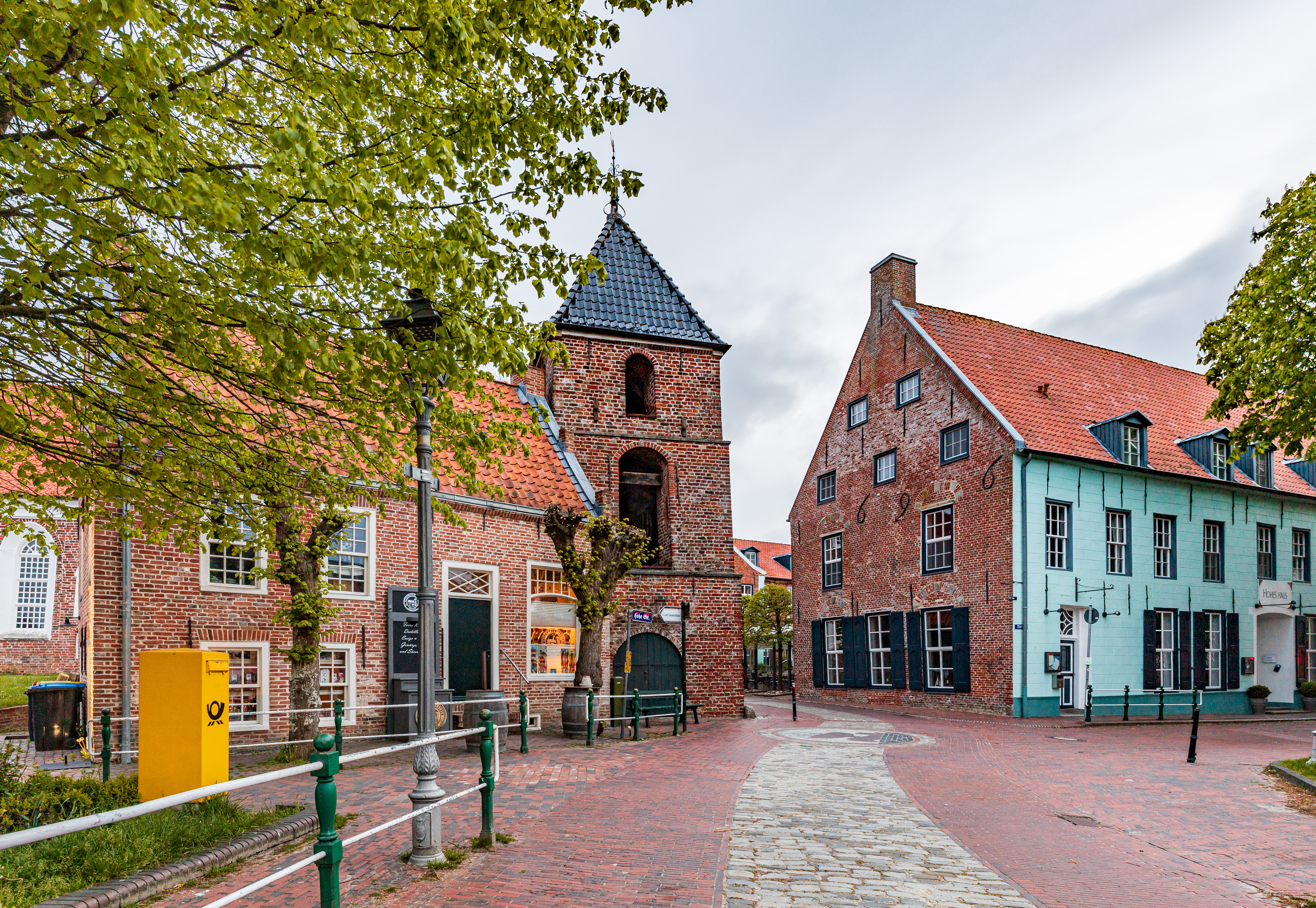
Il centro storico di Greetsiel

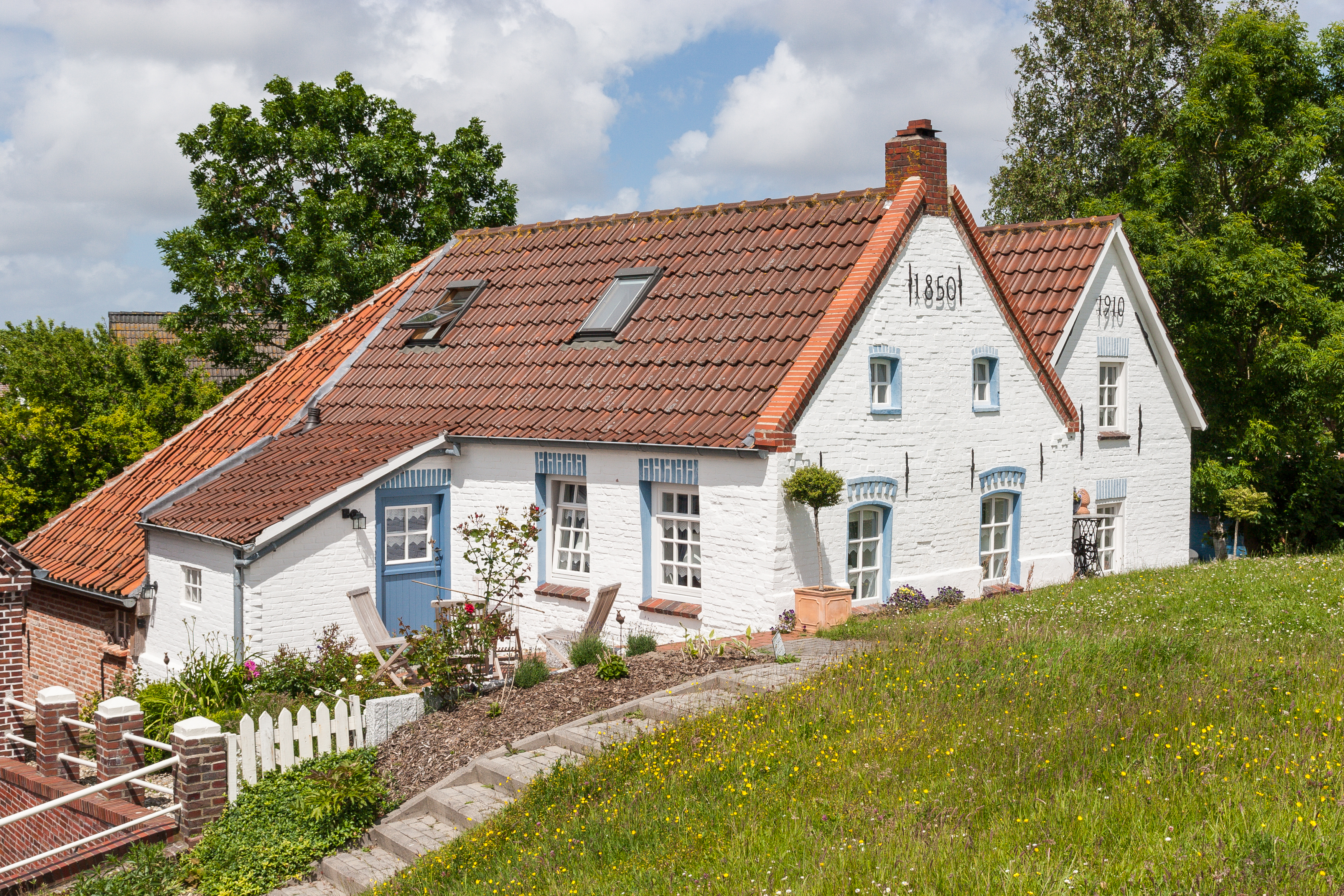
Greetsiel: edifici storici lungo la diga

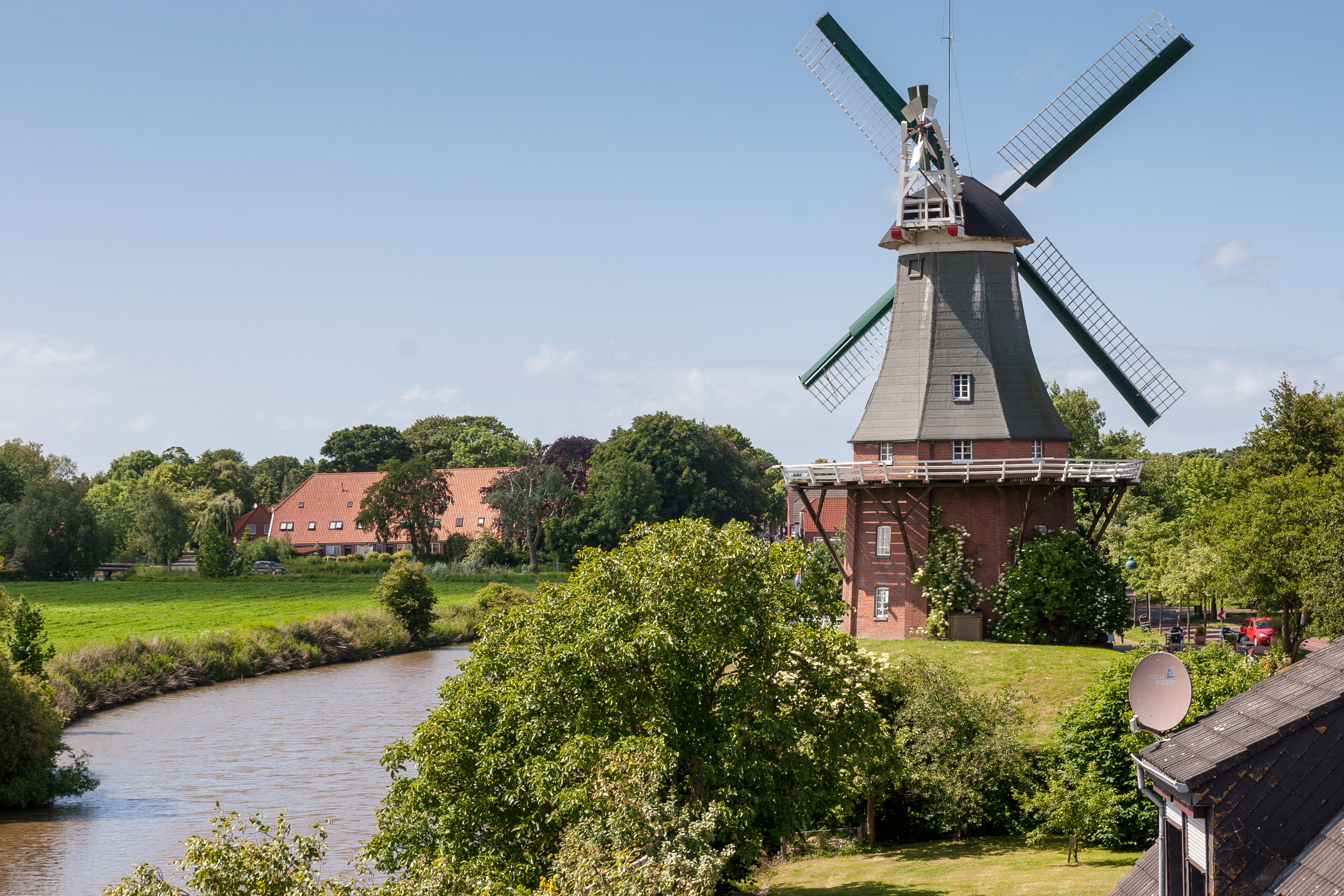
Il "mulino verde", uno dei due mulini gemelli di Greetsiel

Greetsiel è una piccola località portuale sul Mare del Nord della Germania nord-occidentale, facente parte del Land della Bassa Sassonia e situata nella regione della Frisia Orientale, dove si affaccia sulla baia di Ley (Wattenmeer). Ex-comune indipendente, è, con una popolazione di circa 1 400-1 500 abitanti, il secondo centro abitato del comune di Krummhörn dopo il capoluogo Pewsum. 
Storicamente, la località è nota per essere legata alla nobile famiglia Cirksena.

## Geografia fisica
Greetsiel si trova a metà strada tra le località di Emden e Norden (rispettivamente a nord della prima e a sud/sud-ovest della seconda), a ovest di Marienhafe e a pochi chilometri a ovest/nord-ovest di Wirdum.
La località è posta a un'altitudine di 1 m s.l.m.

## Origini del nome
Il toponimo Greetsiel contiene probabilmente il termine gret, griet, che significa "terreno erboso".

## Storia
Il villaggio di Greetsiel venne menzionato per la prima volta come Gredsyle in alcune lettere risalenti al 1388. La località sarebbe stata fondata dalla nobile famiglia Cirksena.
I Cirksena, dopo aver abbandonato Appingen, stabilirono a Greetsiel la loro sede principale e fecero realizzare tra il 1362 il 1381 un castello in loco. Nel castello nacque nel 1461 o 1462 Edzardo I della Frisia orientale.
Nel 1972 Greetsiel cessò di essere un comune indipendente.

## Monumenti e luoghi d'interesse

### Architetture religiose

#### Chiesa di Greetsiel
Principale edificio religioso è la chiesa di Greetsiel (Greetsieler Kirche): eretta tra il 1380 e il 1401, era fino alla Riforma protestante, intitolata a Santa Maria.

### Architetture civili

#### Steinhaus
Il più antico edificio civile di Greetsiel è la Steinhaus: eretta alla fine del XVI secolo sulle rovine del castello, fu la residenza della famiglia Cirksena.

#### Mulini gemelli di Greetsiel
Celebri edifici di Greetsiel sono poi i cosiddetti "mulini gemelli di Greetsiel": si tratta di due mulini a vento, il "mulino rosso", risalente al 1706, e il "mulino verde", risalente al 1706.

## Società

### Evoluzione demografica
Al censimento del 2011, Greetsiel contava una popolazione pari a 1 410 unità.

## Cultura

### Musei

#### Nationalpark-Haus Greetsiel
A Greetsiel è ubicato il Nationalpark-Haus Greetsiel, un museo dedicato al Wattenmeer e alla sua fauna.

### Media
Il porto di Greetsiel è una delle location della serie televisiva poliziesca Friesland, in onda dal 2014 sull'emittente ZDF.

## Infrastrutture e trasporti
A Greetsiel è in funzione un servizio di traghetti che collega la località alle isole di Borkum, Juist e Norderney.